# 貢女
貢女，是进献给君主作為貢品的女子。可以是本國臣民進獻女子，也可以是朝貢體系中由藩屬進獻給宗主國的女子。

## 冊封體制中的貢女
贡女频频出现在各類中国史书中，其中以中國內部和朝鮮半島對中國獻上得到貢女為最。
据《史记》记载，齐国向鲁国进献80名挑选出的美女贿赂鲁国。孔子因不满鲁侯的荒唐行为而辞去鲁国大司寇之职。中国四大美女之一的西施就是越王进献给吴王的贡女。
中国皇帝通过选妃的方式要求民间进贡美女。清朝皇帝的选妃在旗人女子中进行，即八旗选秀。
蒙古入侵高丽后忽必烈对高丽采取怀柔政策，双方“结亲”。高丽忠烈王娶忽必烈女为妻。高丽则向元进献美女。忠烈王以后的高丽君主也都纷纷效仿娶元朝公主为妻。据统计元朝向高丽提出贡女要求25次，高丽主动进献贡女32次，合计贡女达1479人。高丽贡女对蒙古的社会文化变迁起到了一定的作用。 高丽贡女奇皇后，甚至成为元順帝皇后。
明灭元后，明成祖朱棣也曾向朝鲜索要美女。但貢女人數很少。据《朝鲜王朝实录》记载，进献给朱棣的高丽贡女在朱棣死后与朱棣其它妃嫔被殉葬。